# Asia Argento

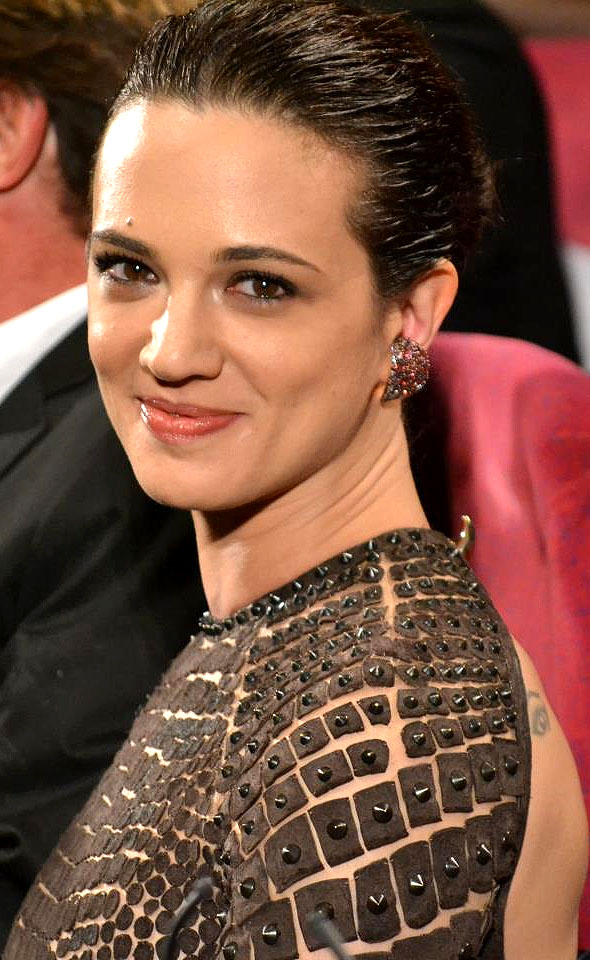
Asia Argento vid filmfestivalen i Cannes 2012.

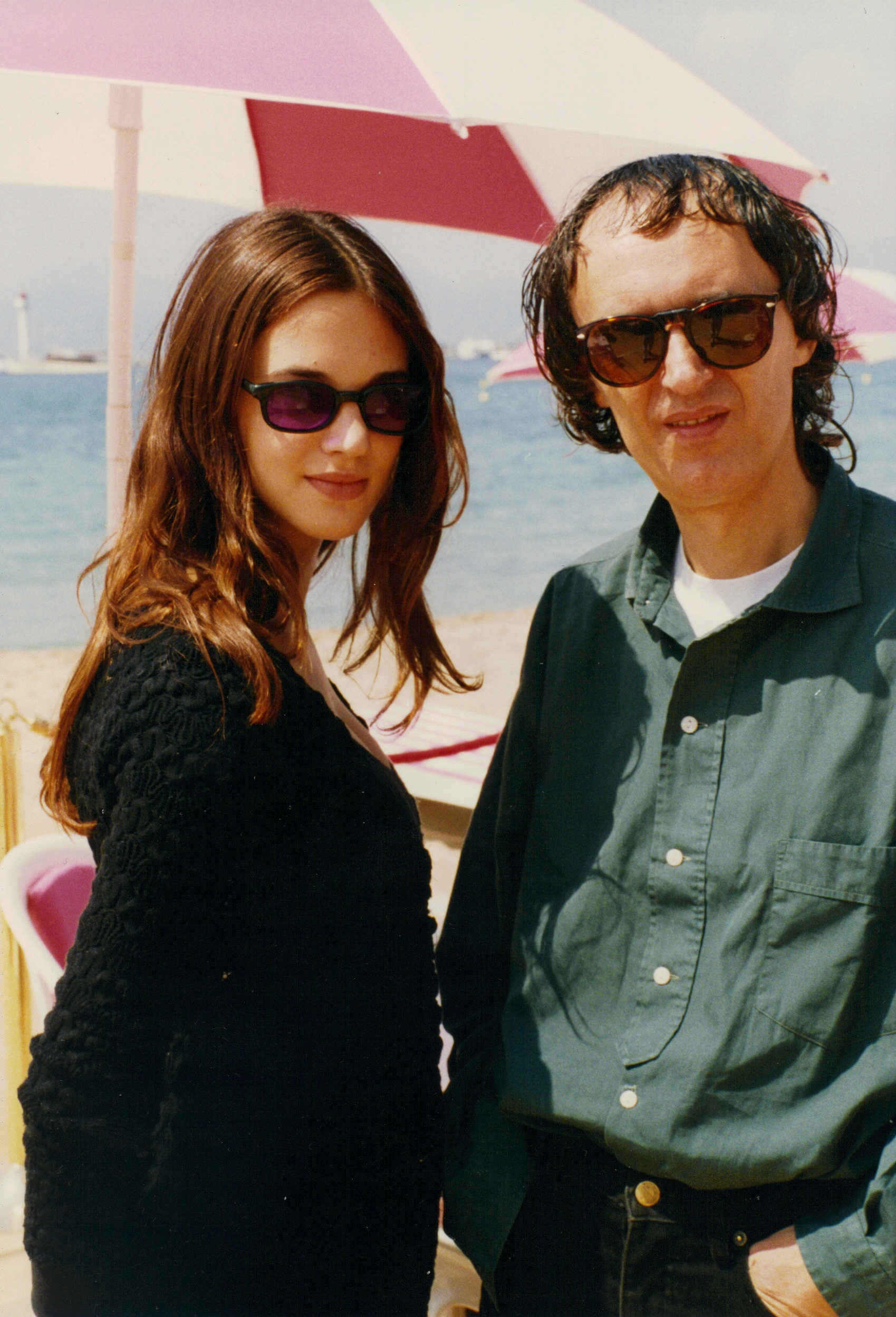
Asia Argento och fadern Dario Argento, 1993.

Asia Argento, född 20 september 1975 i Rom, är en italiensk skådespelare, fotomodell och filmregissör. Hon är dotter till Dario Argento och har medverkat i flera av hans filmer.
I augusti 2018, publicerades en artikel i The New York Times om detaljerade påståenden att hon sexuellt angrep Jimmy Bennett, en då 17-årig skådespelare och musiker, på ett hotell i Kalifornien år 2013 och arrangerade att betala 380 000 dollar till hennes anklagare. Argento förnekade påståendet om sexuella övergrepp. Hon sa att hon aldrig haft ett sexuellt möte med Bennett och att när han begärde pengar till henne, betalade hennes partner Anthony Bourdain till honom för att undvika negativ publicitet. I ett brev publicerat online i september 2018, medger Argentos advokat att det var ett sexuellt möte, men hävdar att Bennett "sexuellt attackerade" Argento.

## Filmografi (i urval)
- 1986 – Dèmoni 2: L'incubo Ritorna
- 1989 – La chiesa
- 1993 – Trauma
- 1994 – Drottning Margot
- 1996 – Stendhals syndrom
- 1998 – New Rose Hotel
- 1998 – Il Fantasma dell'opera
- 1998 – B. Monkey
- 2000 – Scarlet Diva (även manus och regi)
- 2000 – Samhällets olycksbarn (TV-serie) (miniserie)
- 2002 – xXx
- 2004 – The Heart Is Deceitful Above All Things (även manus och regi)
- 2005 – Land of the Dead
- 2005 – Last Days
- 2006 – Marie Antoinette
- 2007 – Mother of Tears
- 2007 – Une vieille maîtresse
- 2007 – Boarding Gate
- 2012 – Dracula 3D